# Tetraulacium
Tetraulacium es un género de plantas de flores de la familia Scrophulariaceae con una sola especie, Tetraulacium veronicaeforme. 
- Datos: Q2888755
- Especies: Tetraulacium